# Povere suore scolastiche di San Francesco Serafico
Le Povere Suore Scolastiche di San Francesco Serafico (in tedesco Armen Schulschwestern vom III. Orden des hl. Franziskus Seraphikus) sono un istituto religioso femminile di diritto pontificio.

## Storia
Nel 1842 il frate minore Sebastian Schwarz (1809-1870) aprì a Vöcklabruck un asilo per i figli dei lavoratori e ne affidò la gestione a una fraternità di terziarie francescane guidata da Franziska Wimmer: per formare le sodali alla vita religiosa vennero chiamate le suore francescane insegnanti di Graz e per i primi tempi la comunità fece parte di questa congregazione.
Il 10 gennaio 1861 la diocesi di Linz approvò le francescane di Vöcklabruck come istituto autonomo. Dopo l'annessione dell'Austria alla Germania nazista (1938) le scuole cattoliche vennero chiuse e le suore da insegnanti si riconvertirono in infermiere.
L'istituto, aggregato all'Ordine dei Frati Minori dal 2 novembre 1904, ricevette il pontificio decreto di lode il 29 marzo 1929 e le sue costituzioni vennero approvate definitivamente dalla Santa Sede il 21 agosto 1937.

## Attività e diffusione
Le Suore Scolastiche di San Francesco si dedicano principalmente all'istruzione della gioventù e all'assistenza dei malati.
Oltre che in Austria, sono presenti in Germania, Kazakistan e Stati Uniti d'America: la sede generalizia è a Vöcklabruck.
Al 31 dicembre 2005 l'istituto contava 295 religiose in 28 case.